# Buddy Knox
Buddy Knox, né le 20 juillet 1933 à Happy (Texas), mort le 14 février 1999 à Bremerton (Washington), est un chanteur et guitariste de rock américain.
Il a obtenu un grand succès en 1957 avec sa chanson Party Doll, écrite avec Jimmy Bowen, classée numéro un au Billboard en mars et au Cash-Box en avril. Les ventes de ce disque lui valent deux disques d'or.

## Biographie
Buddy Knox commence sa carrière de chanteur dans le trio The Rhythm Orchids, formé avec ses amis d'enfance Jimmy Bowen (guitare basse) et Don Lanier (guitare solo). Le groupe se produit dans des clubs locaux.
Une rencontre avec Roy Orbison dans un studio de radio le met sur la voie du professionnalisme. Un premier disque est enregistré sous la férule du producteur Norman Petty dans son studio de Clovis (Nouveau Mexique). Il est composé de Party Doll et de I'm sticking with you. Il connaît un succès local. Republié par Roulette Records, Party Doll devient un succès national.
Grand fumeur de cigarettes, Buddy Knox meurt d'un cancer du poumon en 1999, à 65 ans. Il est enterré à Canyon (Texas).

## Discographie
- Buddy Knox, Roulette
- Buddy Knox & Jimmy Bowen, Roulette
- Golden Hits, Liberty
- In Nashville, Reprise
- Gypsy Man, United Artists
- Buddy Knox Rocks, Sunny Hill Records
- Collections, Sunny Hill Records
- Looking Back, Sunny Hill Records